# Industrie textile chinoise
L'industrie textile chinoise prend ses origines au début de l'histoire des textiles et des vêtements et depuis les années 2000, le marché est surtout caractérisé par l'ascendance qu'a pris la Chine sur les autres pays producteurs.

## Industrie
La Chine est considérée comme le meneur mondial de l'industrie textile,. En 1983, c'est le plus grand producteur de soie, avec une production d'un milliard de mètres carrés. La même année, le pays produit environ 100 000 tonnes de laine à tricoter, 140 millions de mètres de lainages, 3,3 millions de tonnes de fil textile et 541 000 tonnes de fibres artificielles.

### Soie

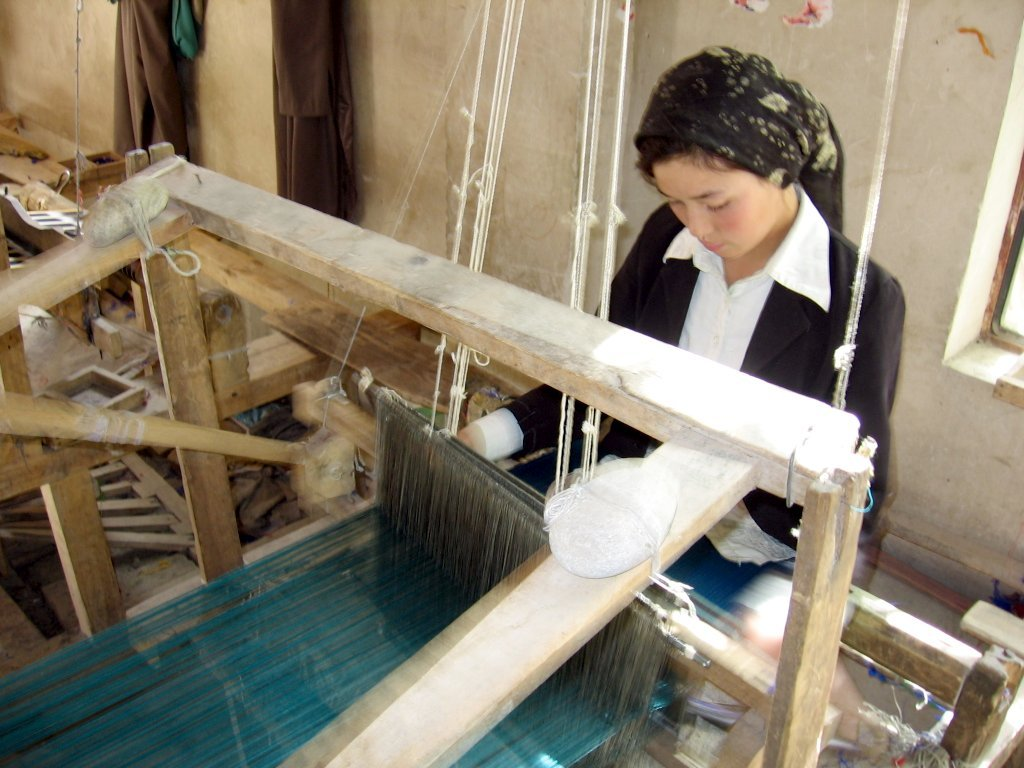
Fabrique de soie à Khotan aujourd'hui

Avec sa récente ouverture économique, la Chine en est devenue le principal producteur mondial. En 1996, elle produisait 58 000 tonnes (la production mondiale atteignant 81 000 tonnes), suivie par l’Inde (12 384 tonnes), la production japonaise étant devenue marginale (2 579 tonnes). Entre 1995 et 1997, la production chinoise s’est réduite de 40 % dans l’objectif de faire remonter les prix, suscitant depuis des menaces de pénurie.

## Histoire

### Chine ancienne
Les plus anciens signes de production de soie en Chine se trouvent aux sites de la culture de Yangshao à Xia, Shanxi : un pupe de bombyx du mûrier, le ver à soie domestiqué, coupé en deux avec un couteau tranchant, datant d'entre -5000 et -3000. Des fragments de métiers primitifs ont aussi été découverts sur des sites de la culture de Hemudu au Yuyao, datant d'environ -4000. On a trouvé des fragments de soie sur un site de la culture de Liangzhu à Qianshanyang au Huzhou, datant de -2700,. D'autres fragments ont été récupérés de tombe de la dynastie Shang (c. -1600 – c. -1046).
Sous la dynastie Shang, le vêtement de l'ethnie Han, le hanfu, consistait d'un yi (衣), tunique resserrée aux poignets allant jusqu'aux genoux et tenue par une large ceinture, ainsi que d'un chang (裳), étroite jupe allant jusqu'aux chevilles portée avec un bixi (蔽膝), pan de tissu atteignant les genoux. On employait sans doute le bleu-noir (qing 青) et des couleurs primaires vives en raison des techniques de teinture de l'époque.

### XXesiècle
Après 1949, la production de coton textile est réorganisée par rapport au marché et en 1983, la production est de 4,6 millions de tonnes, soit plus du double de la production de 1978.
Après la mort de Mao Zedong en 1976 et l’arrivée de Deng Xiaoping au pouvoir, une formule inédite — l’économie socialiste de marché — a permis à la Chine d’ouvrir progressivement son économie tout en conservant son régime politique. Depuis les années 1980, la Chine est ainsi devenue progressivement un acteur majeur d'abord dans les industries de main-d’œuvre, industries textiles et objets manufacturés de basse qualité, conservant des prix très bas grâce à une main-d’œuvre nombreuse et bon marché ainsi qu'à un taux de change très compétitif, lui valant le surnom d’« atelier du monde ».

#### Soie
Depuis la Seconde Guerre mondiale, des fibres chimiques comme le nylon ont encore réduit l’usage de la soie dans le monde, mais la soie reste pour l’habillement un produit de luxe très prisé.